# Британская армия в сражении при Саратоге
Во время сражений при Саратоге 19 сентября — 7 октября 1777 года британская армия генерал-лейтенанта Джона Бергойна была разделена на два крыла и передовой корпус. 1 июля она насчитывала 9500 человек, из них 4000 были британские солдаты правого крыла, а 3600 человек были немцами левого крыла. 15 сентября она насчитывала 6530 человек, пригодных к строевой службе. 7 октября она насчитывала 5900 пригодных. Кроме этого, в армии Бергойна присутствовало некоторое количество индейцев, которых иногда было до 500 человек, но к началу сражения при Саратоге осталось не более 80-ти.
Генерал Филлипс был вторым по старшинству после Бергойна. Как артиллерийский офицер, он не имел права командовать пехотой, но получил особое разрешение принимать командование в особых случаях.

## Армия Джона Бергойна
Главнокомандующий — генерал-лейтенант Джон Бергойн
Начальник штаба — генерал-майор Уильям Филлипс
- Эскорт: Драгуны принца Людвига, подполк. Фридрих фон Баум[англ.]
- Артиллерийская бригада капитана Джона Картера
  - 8-я рота 1-го батальона королевского артиллерийского полка, майор Гриффит Уильямс
  - 5-я рота 1-го батальона королевского артиллерийского полка, кап. Джон Картер
  - Приданная рота 33-го пехотного полка, лейт. Джордж Натт
  - Правый дивизион: 2 лёгкие 24-фунтовые гаубицы, 2 лёгкие 6-фунтовые, лейт. Самуэль Римингтон
  - Центральный дивизион: 2 лёгкие 24-фунтовые гаубицы, 2 8-дюймовые гаубицы, две 5.5-дюймовые гаубицы, кап. Томас Бломфельд
  - Левый дивизион: 2 средние 12-фунтовые гаубицы, 2 лёгкие 6-фунтовые, кап. Томас Хосмер
- Передовой корпус, бригадный генерал Саймон Фрезер
  - Рейнджеры Фрейзера, капитан Александр Фрейзер
  - Британский батальон лёгкой пехоты, майор Александр Линдси
  - Британский гренадерский батальон, майор Джон Окланд[англ.]
  - 24-й пехотный батальон, майор Роберт Грант
  - 7-я рота 3-го батальона королевского артиллерийского полка (4 6-фунтовых орудия, 4 3-фунтовых две 5.5-дюймовых гаубицы), кап. Эллис Уокер
- Правое крыло армии под командованием бр. генерала Джеймса Гамильтона 
  - Артиллерия (4 6-фунтовых орудия), капитан Томас Джонс
  - 1-я бригада бр.генерала Генри Уотсона Поуэлла[англ.]
    - 9-й пехотный полк, подп. Джон Хилл
    - 47-й пехотный полк[англ.], подп. Николас Сатерланд
    - 53-й пехотный полк[англ.], майор Пол Ирвинг

  - 2-я бригада генерала Джеймса Гамильтона[англ.]
    - 20-й пехотный полк[англ.], подп.  Джон Линд
    - 21-й пехотный полк[англ.], май. Джордж Форстер
    - 62-й пехотный полк, подп. Джон Энструтер

- Левое крыло армии под командованием генерал-майора Фридриха Ридзеля
  - Артиллерия
  - Передовой корпус, подполковник Хайнрих Брейменн[англ.]
    - Гессенский артиллерийский корпус, (2 лёгких 6-фунтовых орудия, 2 лёгких 3-фунтовых) лейт. Фон Спангенберг
    - Гренадерский батальон, май. Отто фон Менген
    - Лёгкий батальон, май. Фердинанд фон Барнер
    - Егерская рота, кап. Карл фон Гейсо

  - 1-я бригада, бр. генерал Йохан фон Спехт
    - Полк фон Ретца, май. Бальтазар фон Лаке
    - Полк фон Ридзеля, подп. Эрнст фон Спет
    - Полк фон Спехта, майор Карл фон Эйренкрук

  - 2-я бригада, бр. генерал Вильгельм фон Галл
    - Полк принца Фридриха, подп. Кристиан Преториус
    - Полк Эрбпринца, подп. Отто фон Ленц

  - Лоялистский корпус (обычно присоединялся к Передовому корпусу)
    - Рейнджеры Джессапа, подп. Эбенезер Джессап[англ.]
    - Рейнджеры Питерса, подп. Джон Питерс
    - Волонтёры капитана Самуэля Маккэй
    - Рота рейнджеров Адамса,  кап. Самуэль Адамс
    - Пионеры Уилкокса, кап. Хазард Уилкокс
    - Рота ван Остина, капитан Питер ван Остин
    - Подразделение нью-йоркского королевского полка, энсин Уильям Филлипс
- Другие подразделения
- Части, выделенные для гарнизонной службы:
  - 53-й пехотный полк (гарнизон Тикондероги)
  - Брауншвейгский полк принца Фридриха (гарнизон Тикондероги)
  - Часть артиллерийской роты капитана Бортвика (гарнизон Тикондероги)
  - 2 роты 47-го пехотного полка (на острове Даймонд-Айленд на озере Джордж)